# Phrissotrichum joannium
Phrissotrichum joannium é uma espécie de insetos coleópteros polífagos pertencente à família Apionidae.
A autoridade científica da espécie é Ehret, tendo sido descrita no ano de 1997.
Trata-se de uma espécie presente no território português.